# Джураш
Джураш (Дариураш, Масгут; 457—515) — правитель всех гуннских племён приблизительно в 477—515 годах.

## Биография
Джураш правил гуннами после Эрнака, согласно некоторых источников был его сыном, а после него правил Татра.
В то время гунны и принявшие их булгары терпели притеснения от кочевых племён с востока. Согласно преданиям, отцу Джураша — кагану Баал-Цермеху — удалось объединить племена гуннов и булгар и вступить в брак с дочерью правителя массагетов, что позволило отразить нападения авар и тюрков.
Джураш расширил границы государства своего отца. Зимой 498/499 года он разбил византийские войска и закрепился на левом берегу Дуная. Таким образом он правил государством от Дуная до Крымского полуострова.
После смерти Джураша правителем гуннов стал его сын Татра, ставший известным благодаря своим походам против Византийской империи в 506—520 годах.

### Комментарии
1. ↑  Так в раннем средневековье часто называли аланов